# Marjorie Taylor Greene

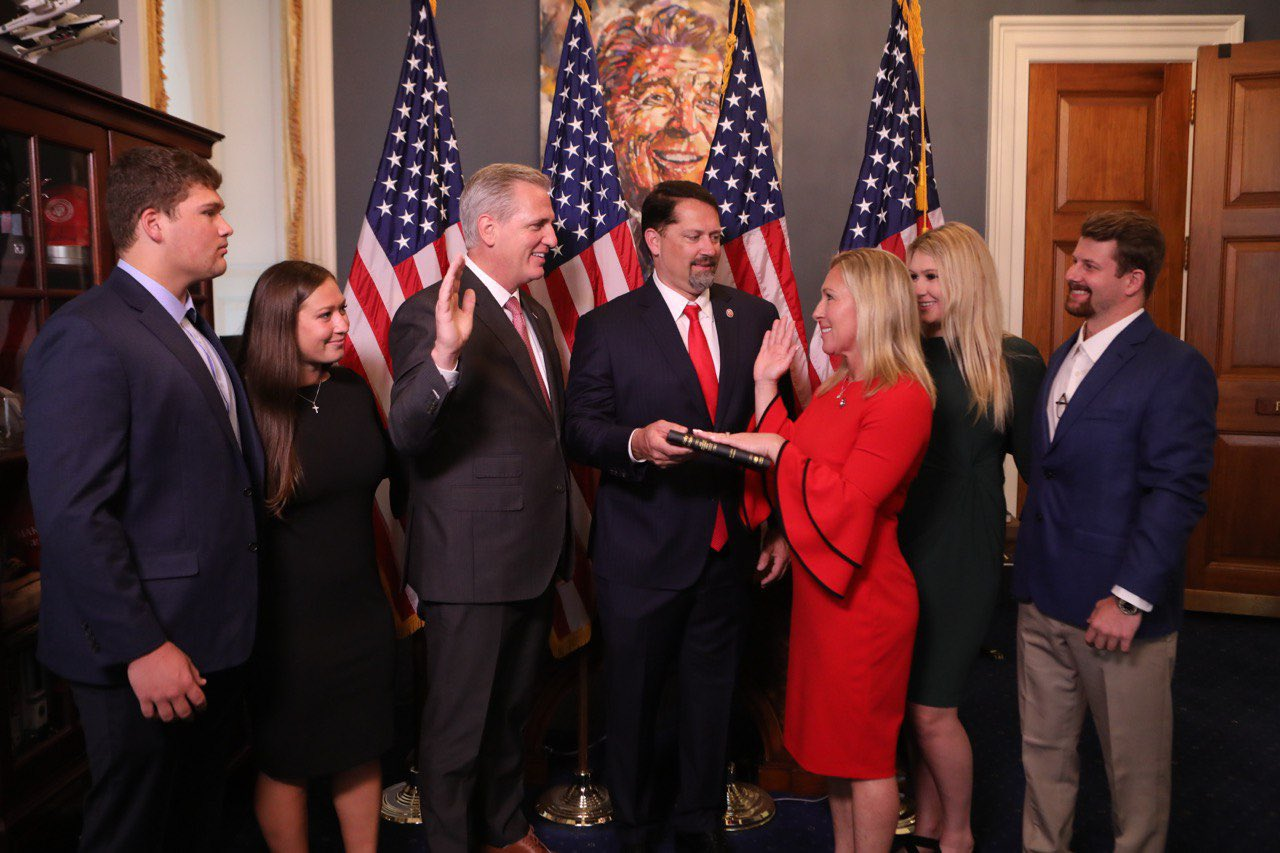
Marjorie Taylor Greene svärs in som ledamot av Representanthuset i januari 2021 av den republikanske minoritetsledaren Kevin McCarthy.

Marjorie Taylor Greene, född 27 maj 1974 i Milledgeville i Georgia, är en amerikansk affärskvinna och politiker. Hon är från 2021 republikansk ledamot av Representanthuset.
Greene har stöttat antisemitiska, vit makt och högerextrema konspirationsteorier, inklusive konspirationsteorin om folkmord på vita människor, QAnon och Pizzagate.  Andra konspirationsteorier som hon har främjat inkluderar regeringen står bakom masskjutningar i USA, teorier om mord utförda av familjen Clinton (Clinton Body Count), och konspirationsteorier om 11 september-attackerna. Innan hon kandiderade till kongressen stödde hon uppmaningar att avrätta framstående politiker från det demokratiska partiet, inklusive Hillary Clinton och Barack Obama.
Som kongressledamot likställde hon det demokratiska partiet med nazister och jämförde covid-19 säkerhetsåtgärder med förföljelsen av judar under förintelsen. Under Rysslands invasion av Ukraina 2022 spred Greene rysk propaganda och berömde Vladimir Putin. Greene identifierar sig som kristen nationalist.

## Biografi
Greene föddes i Milledgeville i Georgia, den 27 maj 1974. Hon tog en kandidatexamen i företagsekonomi på University of Georgia.
Hon gifte sig med Perry Greene 1995. Paret övertog 2002 byggnadsföretaget Taylor Commercial i Alpharetta i Georgia från Marjorie Taylor Greenes far Robert Taylor.
2021 sa Greene att hon blev politiskt engagerad under republikanska partiets presidentprimärval 2016. Med början 2017 skrev hon 59 artiklar som korrespondent för det nu nedlagda American Truth Seekers, en webbplats för konspirationsteorier. Sedan 2021 är hon republikansk ledamot i Representanthuset.
Efter en omröstning i representanthuset 4 februari 2021 fråntogs Taylor Greene sina uppdrag i kongressens budget- och utbildningskommittéer. Anledningen till omröstningen var att Greene förespråkade kontroversiella konspirationsteorier. Hon hade även gillat ett inlägg på social media som handlade om att skjuta Nancy Pelosi.
I en stämningsansökan gav en domare 19 april 2022 prövningstillstånd i ett mål, som drivs av en väljargrupp i Taylor Greenes hemstat Georgia, som vill förhindra Taylor Greene att bli omvald, efter hennes påstådda koppling till stormningen av Kapitolium 2021.
Perry Greene meddelade i september 2022 att han ansökte om skilsmässa och att deras äktenskap var "oåterkalleligt trasigt". Den 22 december 2022 slutfördes skilsmässan.

## Politik
Greene har arbetat mot vaccinpass och har antytt att vaccinering är likvärdigt med att lova trohet till djävulen.
Greene förkastar vetenskaplig konsensus att den globala uppvärmningen främst orsakas av mänsklig aktivitet. 2018 delade Greenes Facebookkonto en konspirationsteori om Camp Fire, en dödlig kalifornisk skogsbrand, som antydde att den kunde ha orsakats av "solgeneratorer i rymden" i en komplott som involverade Kaliforniens guvernör Jerry Brown, företagen PG&E, Rothschild & Co, och Solaren.
Den 2 februari 2021 var Greene med och stödde Old Glory Only Act, ett lagförslag för att förbjuda amerikanska ambassader att hissa Prideflaggan. Hon motsätter sig abort. Greene sade 2020 att hon alltid skulle skydda vapenägares rättigheter och inte rösta för några lagar som gör det svårare för människor att äga vapen.
Greene motsätter sig Black Lives Matter-rörelsen och har kallat den för en "marxistisk" grupp. Hon har sagt att "Den mest misshandlade gruppen av människor i USA idag är vita män." Under 2018 delade Greene en video som spred den antisemitiska konspirationsteorin att sionister planerar att översvämma Europa med migranter, och på så sätt ersätta den vita majoritetsbefolkningen. Videon sa att de som stödjer flyktingar använder invandrare för att begå "det största folkmordet i mänsklighetens historia". När hon delade videon skrev Greene att: "Detta är vad FN vill göra i hela världen".
2022 kritiserade Vita huset Greene för att ha attackerat dess program för att avskriva studielån och kallade henne hycklare eftersom hon tidigare accepterat avskrivningen av ett lån på 183 504 dollar genom Paycheck Protection Program.
Greene var en av 139 ledamöter i Representanthuset som röstade emot giltigheten av delstater certifierade elektorsröster i presidentvalet i USA 2020, i kongressen natten till den 7 januari 2021, dagen efter stormningen av Kapitolium.